# Р-29РМУ2.1
Р-29РМУ2.1 «Лайнер» — модификация российской баллистической ракеты «Синева» для размещения на подводных лодках, с новыми комплексом средств преодоления противоракетной обороны, а также возможностью комбинировать боевую нагрузку. Принята на вооружение в январе 2014 г.
Разработана «ГРЦ Макеева», ракеты изготавливаются ОАО «Красноярский машиностроительный завод».

## Испытания
Первый пуск был произведён 20 мая 2011 года в 18 час. 50 мин. по московскому времени, по программе государственных лётных испытаний (ОКР «Лайнер») c борта РПКСН Северного флота «Екатеринбург» из акватории Баренцева моря по боевому полю «Кура», расположенному на Камчатке; пуск был признан успешным.
Второй пуск был произведён 29 сентября 2011 года по программе государственных лётных испытаний (ОКР «Лайнер») с борта РПКСН Северного флота «Тула» из акватории Баренцева моря по боевому полю «Кура»; пуск был признан успешным.

## Эксплуатация
В октябре 2011 года испытания ракеты были признаны завершившимися успешно и ракета была допущена к серийному производству и эксплуатации и рекомендована к принятию на вооружение. Планируется принятие ракетного комплекса «Лайнер» на вооружение Северным флотом.
Главком ВМФ России В. Высоцкий сообщил, что в перспективе все стратегические АПЛ (БДРМ «Дельфин» и БДР «Кальмар») будут перевооружены на модернизированные баллистические ракеты «Лайнер»; благодаря перевооружению на «Лайнер» существование северо-западной группировки подлодок «Дельфин» можно будет продлить до 2025—2030 гг.
В феврале 2012 года главком ВМФ В. Высоцкий заявил, что «Лайнер» на вооружение принимать не надо, поскольку «это существующая ракета, которая проходит модернизацию». По его словам, первыми модернизированную ракету получили стратегические подводные лодки, находящиеся на боевом дежурстве в Мировом океане, однако в перспективе на «Лайнер» будут перевооружены все корабли проектов БДРМ «Дельфин». 
24 августа 2019 года с борта стратегической АПЛ Северного флота «Тула» произведён пуск баллистической ракеты «Синева» в новой модификации Р-29РМУ2.1 «Лайнер» из приполюсного района Северного Ледовитого океана, макеты боевых блоков выполнили полный цикл программы полёта и успешно поразили учебные цели на полигоне «Чижа» в Архангельской области.
24 августа 2019 года с борта АПЛ «Тула» был проведён успешный запуск ракеты «Синева» в новой модификации Р-29РМУ2.1 «Лайнер». По данным Минобороны, «Тула», находясь в приполюсном районе Северного ледовитого океана, запустила ракету по полигону «Чижа» в Архангельской области. Массогабаритные макеты боевых блоков ракеты выполнили полный цикл программы полета и успешно поразили учебные цели.